# In silico
In silico je fraza koja potiče iz 1989, kao aluzija na latinske izreke in vivo, in vitro i in situ, koje se uobičajeno koriste u biologiji, a odnose se na eksperimente na živim jedinkama van i unutar organizma, odnosno i kako su nađeni in natura.

## Virtualno otkrivanje lekova
Smatra se da in silico istraživanja u medicini imaju potencijal da ubrzaju stopu otkrića, a smanjuju potrebu za skupim laboratorijskim radom i kliničkim ispitivanjima. Jedan od načina da se to postigne je za proizvodnju i efikasnije snimanja osobina kandidata za lek. U 2010. godini, na primer, pomoću algoritma za proteinsko dokovanje EADock, istraživači su in silico otkrili potencijalne inhibitore enzima povezanih sa aktivnošću raka. Za znatan procenat tih molekula je kasnije pokazano da mogu biti aktivni inhibitori i in vitro. Ovaj pristup se razlikuje od upotrebe robotskih laboratorija visokopropusnog skrininga (HTS) za fizičko testiranje stotina hiljada različitih jedinjenja dnevno, često sa očekivanom najvišom stopom aktivnih molekula od 0,1% ili manje.

## Modeli ćelije
Učinjeni su napori da se uspostave računarski modeli ponašanja ćelija. Na primer, u 2007. godini istraživači su razvili in silico model tuberkuloze za pomoć u otkrivanju leka. Primarna prednost ovog modela je da je znatno brži od stvarnog eksperimenta u realnom vremenu, što omogućava da se pojave od interesa mora uočiti u toku nekoliko minuta, umesto nakon više meseci. Više podataka je dostupno iz radova sa fokus na modelovanju određenog ćelijskog procesa, kao što je ciklus rasta Caulobacter crescentus.
Ovi napori su u kategoriji koja obuhvata proračune koji su daleko od egzaktnih, potpuno predvidivih, računarskih modela ponašanja cele ćelije. Ograničenja u razumevanju molekulske dinamike i citologije, kao i odsustvo dostupne moći i snage računarske obrade, uslovljavaju velika pojednostavljenja pretpostavki što ograničava korisnost sadašnjih in silico ćelijskih modela.

## Genetika
Sekvence nukleinskih kiselina, tj. digitalne genetičke sekvence DNK mogu biti pohranjene u bazama podataka sekvenci i digitalno analizirani, i/ili se koriste kao šabloni za kreiranje novih stvarnih DNK sintezom veštačkih gena.

## Drugi primeri
In silico tehnologija kompjuterskog modelovanja se primenjuje u nisu oblasti:
- analiza celih ćelija prokariotskih i eukariotskih domaćina npr. Escherichia coli, Bacillus subtilis, kvasci, CHO ili ljudske ćelijske linije:
- razvoj i optimiranje bioprocesa, npr. prinosa proizvoda;
- simulacija onkoloških kliničkih ispitivanja iskorištavanjem grid computerske infrastrukture, kao što je Europska Grid infrastruktura, za poboljšanje performansi i efikasnosti simulacija
- analiza, interpretacija i vizualizacije heterolognih skupova podataka iz različitih izvora, npr. genomskih, transcriptomskih ili proteomskih podataka;
- dizajn proteina, u kojem je primjer je RosettaDesign, softverski paket u aktivnom razvoju i besplatan za akademsku upotrebu, koji je imao široku i uspešnu upotrebu.[5][6][7][8][9] RosettaDesign je dostupan preko web servera.[10]